# Jelena Bovina
Jelena Olegovna Bovina, ryska: Елена Олеговна Бовина, född 10 mars 1983 i Moskva, Ryssland, är en rysk högerhänt professionell tennisspelare.

## Tenniskarriären
Jelena Bovina, som blev professionell tennisspelare på WTA-touren 1999, har under karriären hittills (november 2007) vunnit tre singel- och fem dubbeltitlar på touren. Bland meriterna märks också en titel i mixed dubbel i Grand Slam-turnering Australiska öppna 2004. Bovina rankades som bäst som nummer 14 i singel (april 2005) och som nummer 14 i dubbel (februari 2003). Hon har under karriären spelat in $1 794 949 i prispengar.  
Under spelsäsongen 2005 drabbades Bovina av en skada i höger axel som tvingade henne att avstå från flera turneringar. I samband med comeback på touren under hösten förvärrades skadan vilket hindrade henne från spel under resten av säsongen och första halvåret 2006. Under tiden föll hon ur rankinglistorna i både singel och dubbel. I singel rankas hon i början av 2008 som nummer 333.
Jelena Bovina deltog i det ryska Fed Cup-laget 2001-03 och 2005. 

## Grand Slam-titlar
- Australiska öppna
  - Mixed dubbel - 2004 (med Nenad Zimonjić)

## Övriga WTA-titlar
- Singel
  - 2004 - New Haven
  - 2002 - Warszawa, Québec
- Dubbel
  - 2003 - Tokyo [Pan Pacific] (med Rennae Stubbs)
  - 2002 - Estoril (med Zsofia Gubacsi), Zurich (med Justine Henin)
  - 2001 - Bratislava (med Daja Bedanova), Luxembourg (med Daniela Hantuchova).